# Musicographie
Pour l'émission de télévision, voir Musicographie (émission de télévision).
La musicographie désigne en français l'activité qui consiste à publier des textes sur la musique, sans prétendre à une démarche scientifique et musicologique. 
Le mot musicographe est apparu avant musicographie, pour désigner ceux qui écrivaient sur la musique. Ces personnes étaient souvent des critiques musicaux mais s'intéressaient à l'histoire de la musique ou aux musiques traditionnelles. 
La frontière entre musicographie et musicologie est parfois assez floue et la distinction n'est pas toujours présente dans les autres langues. 

## Musicographes
- Pierre Balascheff
- Hector Berlioz
- Antoine Bouchard
- Michel Briguet
- Castil-Blaze
- Claude Debussy
- Norbert Dufourcq
- Aristide Farrenc
- François-Joseph Fétis
- Bernard Gavoty
- Arthur Honegger
- Jean Huré
- Gustav Kars
- Jean-Georges Kastner
- Arthur Letondal
- Antoine François Marmontel
- Johann Mattheson
- François-Louis Perne
- Claude Rostand
- Samuel Rousseau
- Auguste Sérieyx
- Pierre Vidal
- Guillaume André Villoteau
- Émile Vuillermoz
- Richard Wagner
- Johann Gottfried Walther